# Championnat de Hong Kong de football 1990-1991
Navigation
Saison précédente Saison suivante
La saison 1990-1991 du Championnat de Hong Kong de football est la quarante-sixième édition de la première division à Hong Kong, la First Division League. Elle regroupe, sous forme d'une poule unique, les dix meilleures équipes du pays qui se rencontrent deux fois, à domicile et à l'extérieur. En fin de saison, les deux derniers du classement sont relégués et remplacés par les deux meilleurs clubs de Second Division League, la deuxième division hongkongaise.
C'est le club de South China AA, tenant du titre, qui remporte à nouveau le championnat cette saison après avoir terminé en tête du classement final, avec huit points d'avance sur Happy Valley AA et onze sur Lai Sun FC. C'est le vingt-quatrième titre de champion de Hong Kong de l'histoire du club qui réalisé un nouveau doublé en battant Lai Sun FC en finale de la Coupe de Hong Kong.

## Clubs participants
- Kui Tan FC - Promu de D2
- South China AA
- Eastern AA
- Happy Valley AA
- Lai Sun FC
- Sing Tao SC
- Double Flower FA
- Ernest Borel FC[1]
- Hong Kong FC
- Martini FC - Promu de D2

## Compétition
Le barème de points servant à établir les classements se décompose ainsi :
- Victoire : 3 points
- Match nul : 1 point
- Défaite : 0 point

### Classement
| Rang | Équipe             | Pts | J  | G  | N | P  | Bp | Bc | Diff |
| ---- | ------------------ | --- | -- | -- | - | -- | -- | -- | ---- |
| 1    | South China AA'T'C | 41  | 18 | 12 | 5 | 1  | 38 | 10 | +28  |
| 2    | Happy Valley AA    | 33  | 18 | 8  | 9 | 1  | 30 | 13 | +17  |
| 3    | Lai Sun FC         | 30  | 18 | 8  | 6 | 4  | 34 | 18 | +16  |
| 4    | Ernest Borel FC    | 29  | 18 | 8  | 5 | 5  | 29 | 21 | +8   |
| 5    | Double Flower FA   | 23  | 18 | 5  | 8 | 5  | 20 | 20 | 0    |
| 6    | Kui Tan FCP        | 22  | 18 | 5  | 7 | 6  | 20 | 24 | -4   |
| 7    | Eastern AA         | 20  | 18 | 4  | 8 | 6  | 21 | 22 | -1   |
| 8    | Hong Kong FC       | 20  | 18 | 6  | 2 | 10 | 14 | 34 | -20  |
| 9    | Sing Tao SC        | 14  | 18 | 3  | 5 | 10 | 13 | 35 | -22  |
| 10   | Martini FCP        | 8   | 18 | 1  | 5 | 12 | 7  | 29 | -22  |

|  | Qualification pour la Coupe d'Asie des clubs champions 1991-1992           |
|  | Relégation directe en deuxième division                                    |
|  | Retrait du championnat en fin de saison                                    |
|  | T : Tenant du titre C : Vainqueur de la Coupe de Hong Kong P : Promu de D2 |

## Bilan de la saison
| Championnat de Hong Kong de football 1990-1991 |                            |
| Champion                                       | South China AA (24e titre) |
| Coupes et trophées                             |                            |
| Vainqueur de la Coupe de Hong Kong 1990-1991   | South China AA             |
| Qualifications continentales                   |                            |
| Coupe d'Asie des clubs champions 1991-1992     | South China AA             |
| Coupe des Coupes 1991-1992                     | Aucun                      |
| Promotions et relégations                      |                            |
| Promus en First Division League                | Hong Kong Police FC        |
| Promus en First Division League                | Michelotti FC              |
| Relégués en Second Division League             | Martini FC                 |
| Relégués en Second Division League             | Lai Sun FC (retrait)       |